# Dokhtouroffia baeckmanni
Dokhtouroffia baeckmanni là một loài bọ cánh cứng trong họ Cerambycidae.